# Zdzisław Biegański (1931–2018)
Zdzisław Biegański (ur. 1 maja 1931 w Oszmianie, zm. 5 kwietnia 2018 w Nowej Soli) – polski prawnik i samorządowiec.

## Życiorys
Absolwent Wydziału Prawa Uniwersytetu im. Adama Mickiewicza w Poznaniu. Od 1961 wykonywał zawód adwokata. W latach 80. XX wieku był związany z NSZZ Rolników Indywidualnych „Solidarność” jako doradca Jarosława Nanowskiego - członka krajowych struktur związku. Po ogłoszeniu stanu wojennego występował jako obrońca działaczy związkowych, bronił także członków grupy młodzieżowej „ministranci”. W latach późniejszych był członkiem Komitetu Obywatelskiego „Solidarność”, pełniąc m.in. funkcję Przewodniczącego Komitetu w Nowej Soli, członka Prezydium KO dla województwa zielonogórskiego oraz pełnomocnika list wyborczych w Żarach. W latach 1990–1994 pełnił funkcję pierwszego Przewodniczącego Rady Miasta Nowej Soli.

W 2009 roku Prezydent RP Lech Kaczyński odznaczył go Krzyżem Komandorskim Orderu Odrodzenia Polski. W 2016 roku otrzymał tytuł Honorowego Obywatela Nowej Soli oraz statuetkę „Odrzany”.
Po śmierci został pochowany na nowosolskim cmentarzu komunalnym przy ul. Wandy.